# (102) Miriam
(102) Miriam ist ein Asteroid des mittleren Hauptgürtels, der am 22. August 1868 vom deutsch-US-amerikanischen Astronomen Christian Heinrich Friedrich Peters am Litchfield Observatory in New York entdeckt wurde.
Der Asteroid wurde benannt nach Mirjam, der Schwester von Mose, dem hebräischen Propheten, der die Israeliten aus der ägyptischen Sklaverei führte und ihnen am Berg Sinai das Gesetz überbrachte, das Gottes Bund mit ihnen begründete. Diese Benennung löste Kontroversen aus, Edward Singleton Holden erklärte: „Der Name des Asteroiden Miriam wurde unter Missachtung einer Regel und aus vorsätzlicher Bosheit gewählt, damit der Entdecker einem Theologieprofessor, den er für zu fromm hielt, sagen konnte, dass Mirjam ebenfalls eine ‚mythologische Persönlichkeit‘ sei.“

## Wissenschaftliche Auswertung
Aus Ergebnissen der IRAS Minor Planet Survey (IMPS) wurden 1992 Angaben zu Durchmesser und Albedo für zahlreiche Asteroiden abgeleitet, darunter auch (102) Miriam, für die damals Werte von 83,0 km bzw. 0,05 erhalten wurden. Bei hochaufgelösten Aufnahmen mit dem Adaptive Optics (AO)-System am Teleskop II des Keck-Observatoriums auf Hawaiʻi im Infraroten am 7. Dezember 2003 wurde der mittlere Durchmesser zu 79 km bestimmt und das Achsenverhältnis der elliptischen Gestalt bestimmt. Eine Auswertung von Beobachtungen durch das Projekt NEOWISE im nahen Infrarot führte 2011 zu vorläufigen Werten für den Durchmesser und die Albedo im sichtbaren Bereich von 85,9 oder 88,0 km bzw. 0,05. Ein Vergleich von Daten, die von 1978 bis 2011 an der Sternwarte Ondřejov in Tschechien und am Table Mountain Observatory in Kalifornien gesammelt wurden, mit den Daten von NEOWISE führte 2012 zu Werten für den Durchmesser und die Albedo von 86,9 km bzw. 0,04. Nach neuen Messungen mit NEOWISE wurden die Werte 2014 auf 82,3 oder 82,6 km bzw. 0,05 geändert. Nach der Reaktivierung von NEOWISE im Jahr 2013 und Registrierung neuer Daten wurden die Werte 2015 zunächst mit 76,2 oder 79,9 km bzw. 0,04 angegeben (diese Angaben beinhalten aber hohe Unsicherheiten) und dann 2016 korrigiert zu 78,3 oder 81,6 km bzw. 0,05.
Am 8. Dezember 2020 wurde (102) Miriam spektrophotometrisch am Observatorium des Sternberg-Instituts für Astronomie auf dem Pik Terskol in Russland untersucht, als sie sich in der Nähe ihres Perihels befand. Die gemessenen Reflexionsspektren bestätigten die taxonomische Zuordnung. Es wurden keine sichere Anzeichen von Sublimationsaktivität und der Bildung einer staubigen Exosphäre gefunden.
Photometrische Beobachtungen von (102) Miriam fanden erstmals statt vom 6. September bis 3. November 1994 am Charkiw-Observatorium in der Ukraine und am La-Silla-Observatorium in Chile. Die aufgezeichnete Lichtkurve wurde zu einer Rotationsperiode von 15,789 h ausgewertet. Auch fast zeitgleich durchgeführte Messungen vom 26. Oktober bis 3. November 1994 an der Außenstation Fracastoro des Osservatorio Astrofisico di Catania führten zu einer ähnlichen Periode von 15,853 h. Eine neue Beobachtung vom 18. bis 20. Oktober 2007 mit dem NURO-Teleskop am Lowell-Observatorium in Arizona wurde ebenfalls zu einer Rotationsperiode von 15,789 h ausgewertet.
Etwa zur selben Zeit wurden neue photometrische Beobachtungen während drei Nächten vom 14. September bis 7. Oktober 2007 am Organ Mesa Observatory in New Mexico durchgeführt. Die Messergebnisse konnten allerdings nur mit einer Periode von ungefähr 23,62 h in Übereinstimmung gebracht werden. Daraufhin erfolgten zusätzliche Beobachtungen bis zum 19. November, mit denen schließlich eine vollständige Lichtkurve mit drei Maxima und Minima erfasst und eine genaue Periode von 23,613 h bestimmt wurde.
Es lag somit ein Streitfall hinsichtlich zweier stark voneinander abweichender Rotationsperioden von etwa 15,8 und 23,6 h vor. Die beiden Werte entsprechen jeweils etwas weniger als einem Verhältnis von ⅔:1 bzw. 1:1 zu einem Erdtag. Das von einem einzigen Standort aus beobachtete Segment der Lichtkurve zirkuliert dann langsam nach rechts und für eine vollständige Zirkulation sind etwa 60 Tage erforderlich. Daher wurden die Beobachtungen am Organ Mesa Observatory vom 27. November 2012 bis zum 1. Februar 2013 wiederholt. Die neuen Beobachtungen während 9 Nächten waren eindeutig: Sie passten gut zu einer Lichtkurve mit einer Periode von 23,625 h. Während somit eine Periode von etwa 15,8 h erneut absolut ausgeschlossen werden konnte, ließ sich zeigen, dass alle früheren Herleitungen einer solchen kurzen Periode auf Fehlinterpretationen beruhten und diese Messungen stattdessen auch mit der längeren Periode kompatibel sind. Auch eine koordinierte Beobachtung vom 18. Oktober bis 26. Dezember 2020 an sieben verschiedenen Observatorien der Italian Amateur Astronomers Union (UAI) führte erneut zu einem Wert von 23,63 h.